# Aglaophamus tabogensis
Aglaophamus tabogensis är en ringmaskart som först beskrevs av Monro 1933.  Aglaophamus tabogensis ingår i släktet Aglaophamus och familjen Nephtyidae. Inga underarter finns listade i Catalogue of Life.